# Bora Kostić

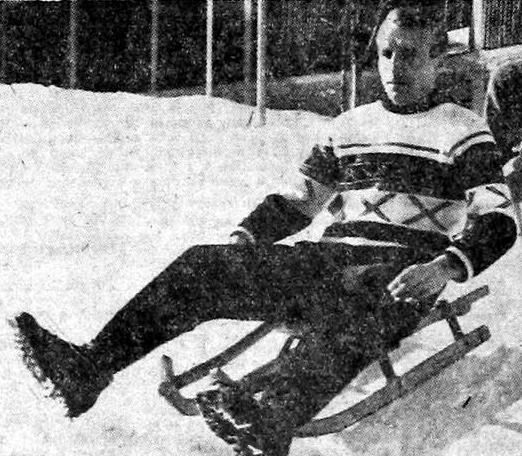
Bora Kostić

Bora Kostić (* 14. Juni 1930 in Obrenovac, Königreich Jugoslawien; † 10. Januar 2011 in Belgrad) war ein jugoslawischer Fußballspieler.
Kostić kam von 1951 bis 1961 in 160 Spielen im Angriff von Roter Stern Belgrad zum Einsatz, wobei er 117 Tore erzielte. Danach wechselte er für eine Spielzeit zu Vicenza Calcio nach Italien, jedoch zog es ihn wieder zurück zu Roter Stern. Dort kam er von 1962 bis 1966 in 97 Spielen zum Einsatz und erzielte 41 Tore. Er war auch Mitglied der jugoslawischen Nationalmannschaft. Insgesamt wurde er in 33 internationalen Begegnungen eingesetzt, wobei ihm 23 Tore gelangen. Er gilt als einer der bedeutendsten jugoslawischen Angreifer jener Periode.